# Loisy-en-Brie
Loisy-en-Brie  là một xã thuộc tỉnh Marne trong vùng Grand Est đông nam nước Pháp. Xã này nằm ở khu vực có độ cao trung bình 192 mét trên mực nước biển.